# Garde corse
La Garde corse, ou Garde corse papale (en italien et en corse Guardia corsa (papale)), est une unité militaire des États pontificaux composée exclusivement de mercenaires corses en service à Rome, ayant les fonctions de milice urbaine et de garde du pape. Précédée par plusieurs milices composées de Corses depuis le XVe siècle, la Garde corse fut formellement fondée en 1603, sous le pape Clément VIII. L'unité fut dissoute en 1662, à la demande du roi de France Louis XIV, à la suite d'un incident entre des soldats corses et des Français, près de l'ambassade de France à Rome au palais Farnèse.

## Histoire
L'origine de la présence d'une garde corse pour assurer la sécurité du pape est peu documentée. On fait remonter l'entrée de Corses au service du souverain pontife au XVIe siècle, mais les papes recrutaient des soldats dans l'île certainement depuis plus longtemps. Ainsi, entre 1468 et 1471, quatre compagnies de gens d'armes (cavalerie lourde) corses sont entretenues et soldées à Rome. Sous les pontificats d'Alexandre VI (1493-1503) et Jules II (1503-1513), ces compagnies sont multipliées.
Progressivement on passe à un corps de 600 hommes (le plus souvent divisé en 3 ou 4 compagnies) chargé d'un service de gendarmerie dans la campagne et de police dans les rues de Rome. La date d'organisation définitive de ce corps n'est pas connue avec précision mais c'est sous le pontificat d'Alexandre VII qu'il prend officiellement le titre de Garde corse. Chaque compagnie vit dans une caserne.

### Origine et formation de la Garde corse

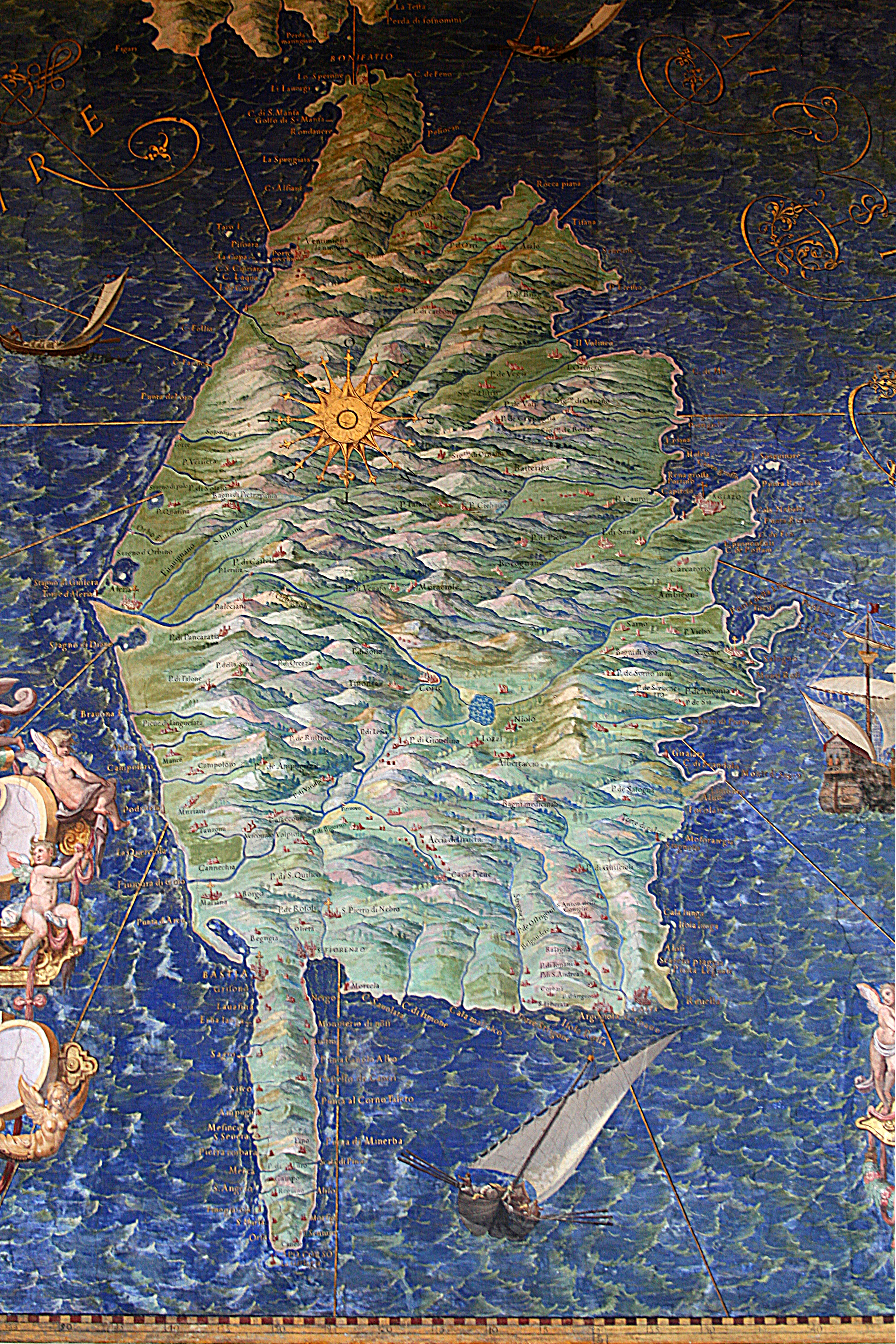
Carte de la Corse (1580–1583) par Ignazio Danti à la Galerie des cartes géographiques au Vatican.

La présence d'expatriés corses dans les environs de Rome est attestée depuis au moins le IXe siècle, lorsqu'une petite colonie corse a existé à Porto, près de Fiumicino, pendant le pontificat de Léon IV (r. 847–855). L'existence d'un couvent corse le long de la Voie Appienne est connue depuis la même période.
Plus récemment, l'émigration corse à Rome a lentement commencé après la fin de la Papauté d'Avignon au cours du XVe siècle, moment auquel la ville offrit de nouveau des possibilités d'emploi aux immigrants. Auparavant, les zones d'émigration traditionnelles des Corses, poussés à quitter leur territoire par la pauvreté et l'anarchie régnant en Corse pendant le Moyen Âge, étaient la Ligurie et Pise, mais pendant le XVe siècle, les Corses commencèrent à s'installer dans la Maremme siennoise et latine et, de là, à Rome. Initialement, ils vivaient éparpillés dans les rioni de la ville. Cependant, au début du XVIe siècle, ils furent concentrés sur l'île Tibérine et dans la partie du Trastevere située entre le port de Ripa Grande et l'église San Crisogono. Le centre de leur communauté était la Piazza dell'Olmo (place de l'Orme), aujourd'hui disparue,. San Crisogono devint l'église nationale et basilique cimetière de la nation corse à Rome, et au fil des siècles fut utilisée comme lieu de sépulture de plusieurs officiers militaires corses,. À l'origine, les Corses ne pouvaient trouver que de modestes emplois dans la ville et ses environs, principalement dans les domaines de l'élevage de moutons et du commerce du vin (les vins de l'île étaient très recherchés à cette époque). Les seules exceptions aux métiers susmentionnés comprenaient le fait de devenir prêtre, serviteur dans les palais du Vatican ou soldat au service du pape ou des baroni romains ; par conséquent, ils ne se sont pas bien intégrés dans la société romaine.
Cette situation, ainsi que leur caractère farouche, ont poussé de nombreux immigrés corses vers la délinquance ; de nombreux Corses étaient actifs comme voleurs et brigands, tant dans la ville que dans la campagne romaine. Même si les Corses ne constituaient certainement pas le groupe d'immigrés le plus turbulent de la ville, la réputation qu'ils acquirent ainsi était si mauvaise que la Papauté édicta de nombreuses lois contre eux, parmi lesquelles le décret publié en 1475 par le pape Sixte IV (r. 1471-1484), qui interdisait aux Corses de s'installer dans la ville à moins qu'ils ne soient en mesure de payer une caution de deux cents ducats chacun et qu'ils ne promettent explicitement à l'avance de ne pas porter d'armes, ou celui émis en 1500 sous le pape Alexandre VI (r. 1493-1503), qui ordonna l'expulsion de tous les Corses de Rome et des États pontificaux.

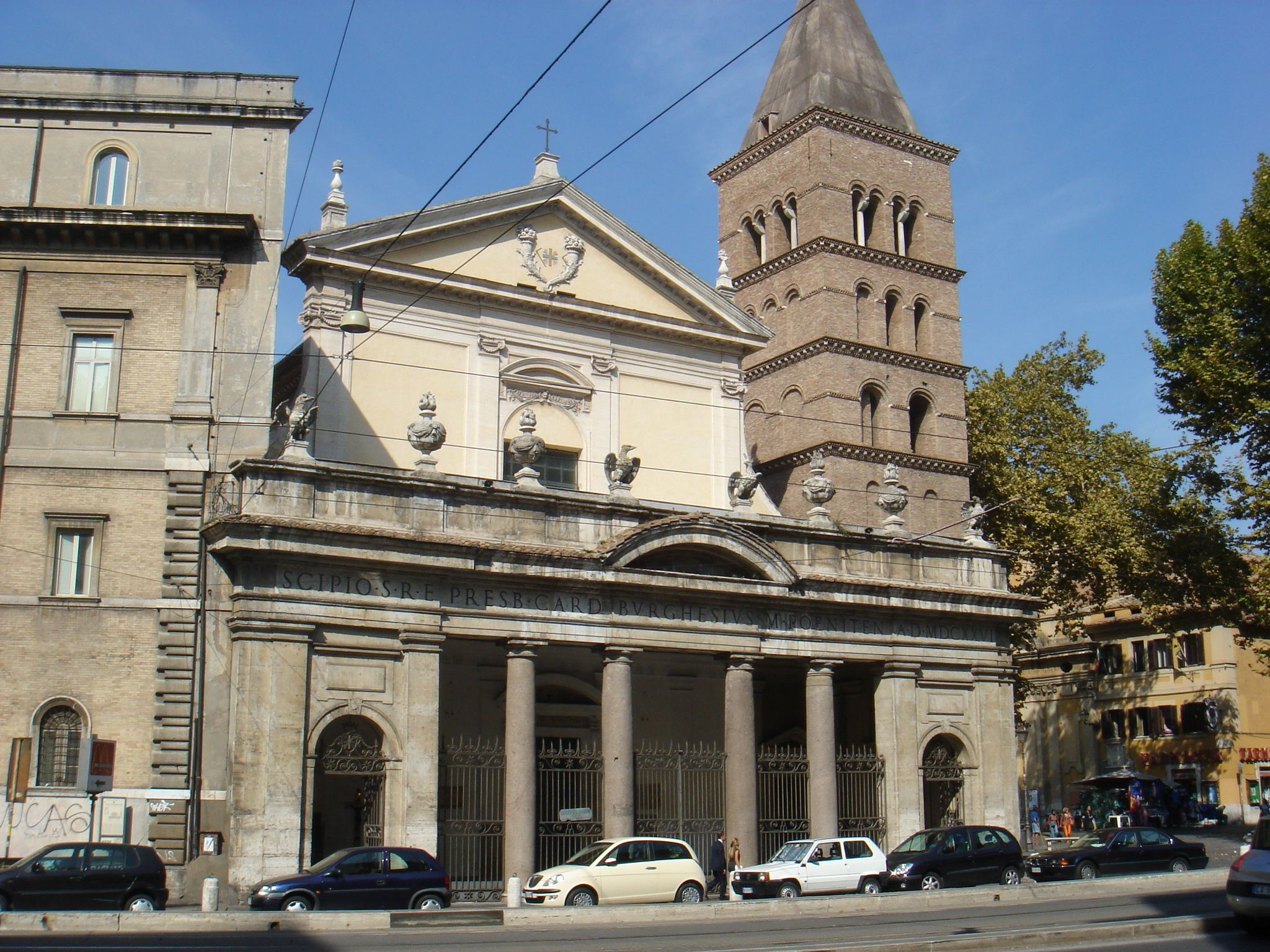
San Crisogono, jusque 1768 l'église nationale des Corses dans le Trastevere, à Rome, lieu de sépulture de plusieurs officiers militaires corses.

En pratique cependant, ces décrets ne furent pas appliqués et leur seul effet fut de renforcer la cohésion du groupe des Corses de Rome ; seul certains d'entre eux s'assimilèrent rapidement dans la société romaine du XVIe siècle. Dans l'Italie de la Renaissance, les Corses avaient la réputation d'être des hommes courageux ; dans la Galerie des cartes géographiques du Vatican, peinte entre 1580 et 1583, le cartographe italien Ignazio Danti écrit dans le cartouche au-dessus de la carte de l'île : « La Corse a reçu quatre dons majeurs de la Nature : ses chevaux, ses chiens, ses hommes fiers et courageux et ses vins, les plus généreux, que les princes tiennent en la plus haute estime ! » Par conséquent, il n'était pas difficile pour les Corses de trouver un emploi comme soldats au service des papes, atteignant souvent le grade d'officier et un statut social élevé. Ces mercenaires formèrent le noyau d'une milice corse qui précéda la création en 1506 de la Garde suisse, plus connue et toujours existante. Entre 1468 et 1471, quatre compagnies de cavalerie lourde composées de chevaliers corses furent enrôlées par le pape. Sous les règnes des papes Alexandre VI et Jules II (r. 1503–1513), ces compagnies furent renforcées. En 1528, après la déroute du maréchal Lautrec à Naples, les restes de l'armée française se déplacèrent vers le nord à travers les États pontificaux. Parmi eux se trouvaient des bandes corses au service de la France pour un total de 3 000 hommes. Six cents d'entre eux s'arrêtèrent à Rome et y prirent du service sous Clément VII (r. 1523-1534). Parmi ces troupes se trouvaient les « compagnie di ventura » (bandes de mercenaires) des Condottieri Sampiero Corso et Raffaello Corso.
En 1543, les membres de la milice corse vivant dans le Trastevere demandèrent au pape la permission de fonder l'Arciconfraternita (en) della Madonna del Carmine, avec son siège à San Crisogono,. Cette confraternité est devenue une des plus importantes de Rome ; toujours existante aujourd'hui, elle est responsable de l'une des fêtes romaines les plus traditionnelles, la Festa della Madonna de noantri (« Fête de Notre-Dame » en romanesco), qui a lieu chaque année en juillet dans le Trastevere,.

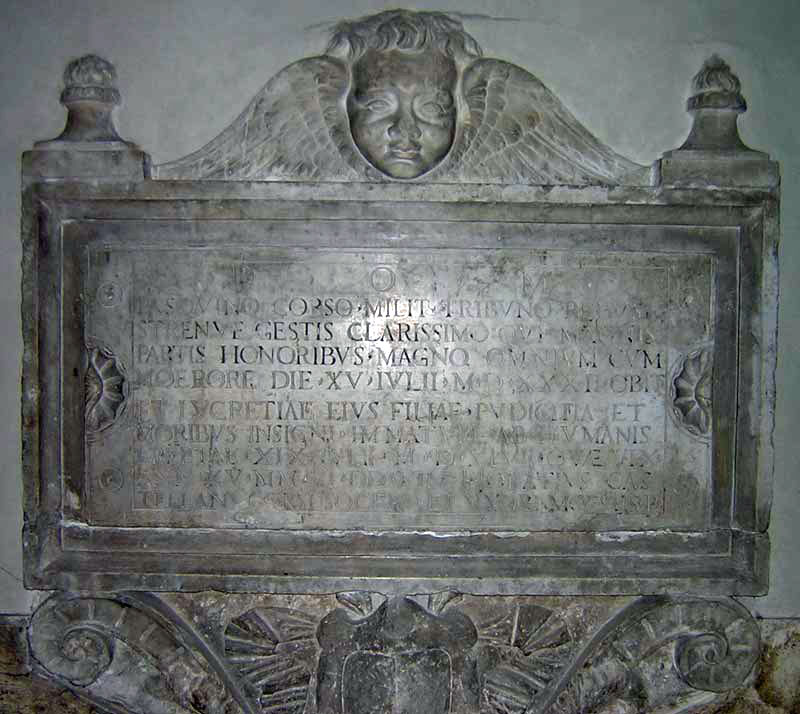
Monument funéraire à San Crisogono de Pasquino Corso (mort en 1532), colonel de la milice corse.

In 1603, le pape Clément VIII (r. 1592–1605) recruta en Corse six cents fantassins. Cet acte marque le début officiel de la Garde corse. Les soldats étaient cantonnés dans le rione Regola, entre l'église de la Santissima Trinità dei Pellegrini et l'église San Paolino[Quoi ?], non loin du pont Sisto, et dans le rione Ponte, dans le Vicolo dei Soldati (« allée des Soldats »), qui tire son nom d'une autre caserne occupée par des soldats corses,. Un autre endroit fréquenté par les soldats était le Vicolo dell'Armata (« allée de l'Armée »), également à Regola, une petite voie latérale reliant la Via Giulia à la rive du Tibre, où se trouvait une auberge, l'Osteria dell'Armata (« Auberge de l'Armée »), ainsi appelée parce qu'elle était fréquentée par des soldats corses appartenant à la garde du pape.
Selon le diplomate contemporain Fulvio Testi, la Garde corse fut renforcée en 1637, lorsque, en raison d'une augmentation de la criminalité dans la ville, le pape Urbain VIII (r. 1623-1644) recruta quatre cents soldats corses. Cependant, selon Testi, leur arrivée n'a pas amélioré la situation.
Les Corses étaient connus à Rome pour leur tendance aux bagarres et les soldats de la garde ne faisaient pas exception. Sous le pontificat d'Urbain VIII, le 21 avril 1642, lundi de Pâques, une bagarre éclata entre les soldats corses et les Corazze (« cuirasses »), un autre corps pontifical composé presque exclusivement d'hommes de Bologne, cantonnés sur le versant de S. Onofrio sur la colline du Janicule. Deux Corses sont morts et seule l'intervention du cardinal-neveu Francesco Barberini, qui s'approcha depuis la basilique Saint-Pierre, mit fin aux combats. Les Corses n'abandonnèrent pas et, les jours suivants, des combats éclatèrent à la Via della Lungara, Tor di Nona (en) et Castel Sant'Angelo. Les commerçants de la Via dei Coronari et des rues environnantes du rione Ponte furent contraints de se barricader, craignant le pillage de leurs maisons et de leurs magasins. Finalement, seule une autre intervention du cardinal Barberini et de nombreux soldats le 2 mai mit fin aux combats. Le lendemain, des potences furent installées près de l'hôpital Santo Spirito, à Borgo, et sept soldats corses furent pendus . Un autre, qui avait tué un corazza blessé alors qu'un frère de Sant'Agostino le confessait, fut exécuté à coups de maillet sur la tête.

### Fin de la Garde corse

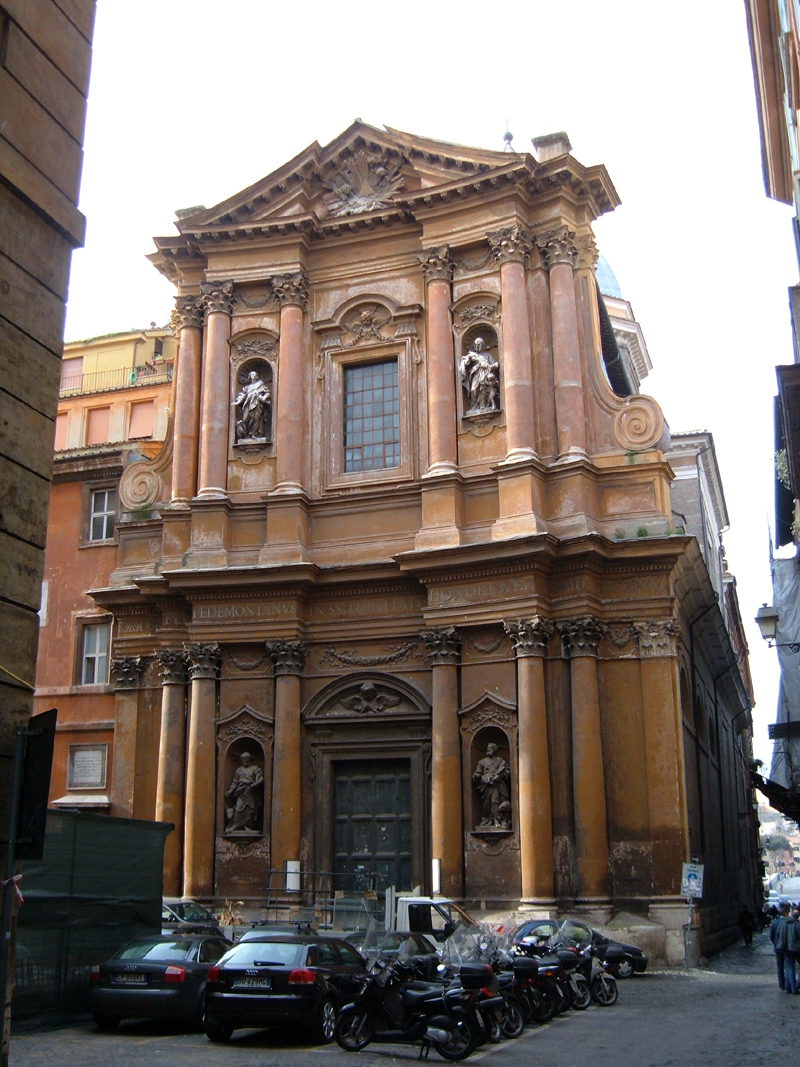
L'église de la Santissima Trinità dei Pellegrini à Rome. Entre cette église et l'église San Paolo alla Regola se trouvait la caserne de la Garde.

La fin de la Garde corse, déclenchée par un incident survenu à Rome le 20 août 1662, donne un aperçu de l'évolution de la situation géopolitique en Europe et de la montée de l'influence française en Italie. Vers le milieu du XVIIe siècle, la présence à Rome de nombreuses missions diplomatiques des États européens finit par créer une situation paradoxale dans laquelle les grandes puissances — par une extension excessive du concept d'extraterritorialité, la « liberté de quartier » — avaient dans certains cas doté leur ambassade de véritables garnisons militaires (dont les soldats étaient libres de porter les armes dans toute la ville), conduisant à la transformation de quartiers entiers du centre-ville en des zones libres, où les criminels et les tueurs pouvaient trouver refuge, intouchables par la loi.
Le pape Alexandre VII (r. 1655-1667) tenta de limiter ces excès et fut bientôt satisfait par les actions de l'Espagne et du Saint-Empire. En revanche, côté français, Louis XIV (r. 1643-1715), hostile au pape, envoya à Rome son cousin Charles III, duc de Créquy, comme ambassadeur extraordinaire avec une escorte militaire renforcée, afin de contrarier la cour romaine et la famille du pape,. La tâche de l'ambassadeur était apparemment de saboter les efforts du pape pour créer une alliance anti-Ottomans. Concernant la question de la liberté de quartier, Créqui exigea que le pape l'étendît bien au-delà des limites du palais Farnèse, y compris la via Giulia, qui faisait partie du chemin que les soldats corses devaient parcourir chaque jour pour atteindre les Carceri Nuove (la prison d'État) depuis leur caserne de la Trinità dei Pellegrini. Le commandant de la Garde, Don Mario Chigi, frère du pape, réagit en ordonnant à 150 soldats de patrouiller dans les rues de Rome.
Le 20 août 1662, une grave bagarre éclata au pont Sisto entre des soldats corses contrôlant le pont et des Français appartenant à la suite de l'ambassadeur de France. L'affront dut être particulièrement grave (de nombreux autres incidents de ce type avaient signalés depuis 1661, mais sans conséquences notables), car même les soldats au repos dans la caserne de la Garde à la Trinità dei Pellegrini près du palais Spada vinrent assiéger le palais Farnèse voisin, résidence de l'ambassadeur de France, exigeant la livraison des Français responsables de l'affrontement. S'ensuivit une fusillade, déclenchée par le retour accidentel au palais Farnèse, sous forte escorte militaire française, de l'épouse de l'ambassadeur. Un page de la duchesse de Créquy fut mortellement blessé et Louis XIV profita de l'incident pour intensifier l'affrontement avec le Saint-Siège, déjà entamé sous le gouvernement du cardinal Mazarin.

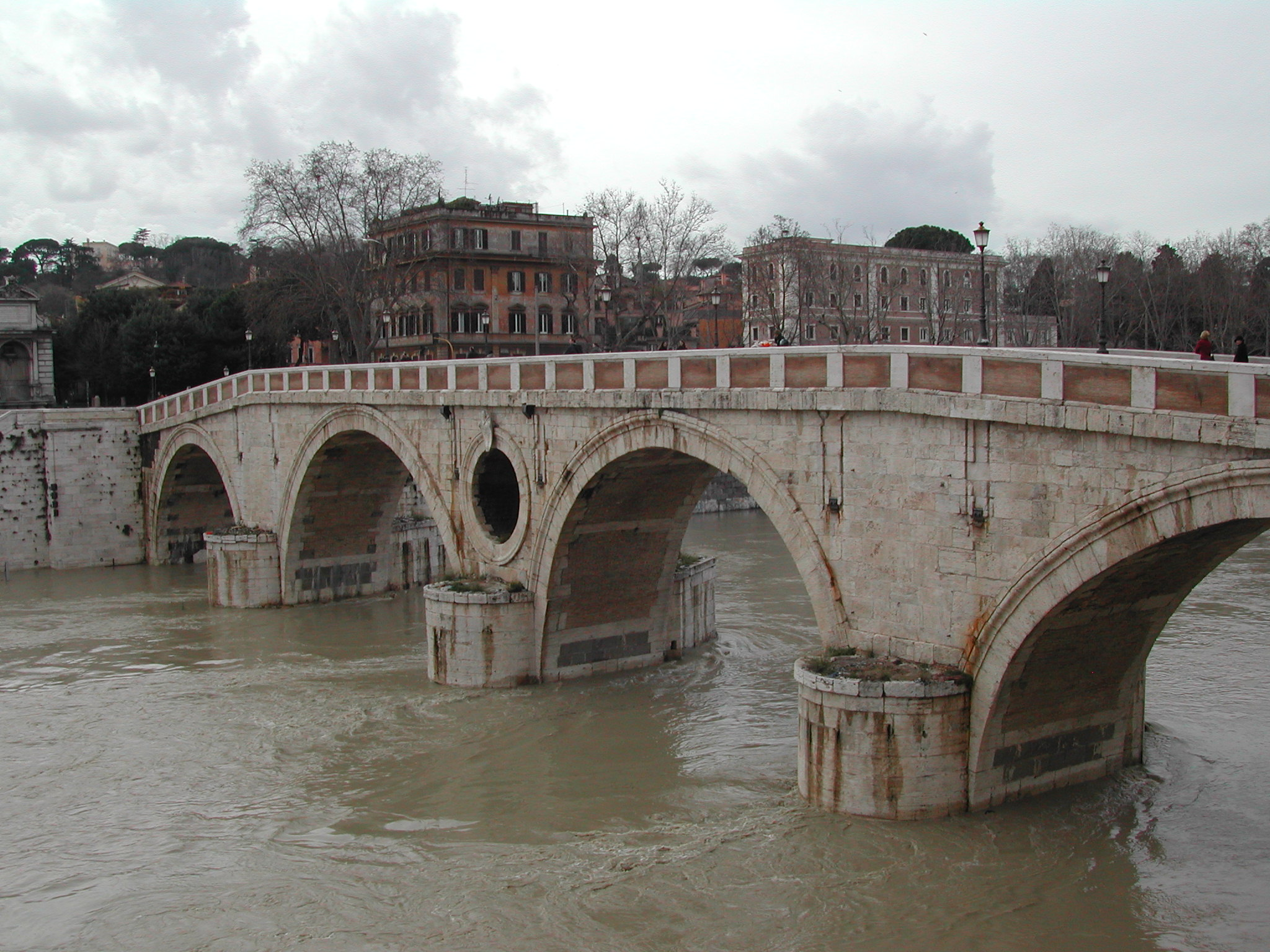
Le pont Sisto. C'est ici que débuta, le 20 août 1662, le combat qui provoqua in fine la dissolution de la Garde corse.

Le pape et le gouverneur de Rome, le cardinal Lorenzo Imperiali, reconnurent aussitôt la gravité de l'incident et renvoyèrent immédiatement les Corses, nommant une commission pour décider du montant de l'indemnité à la France. Cependant, le duc refusa tout accommodement et, le 1er septembre, quitta Rome pour la Toscane, accompagné des cardinaux de la faction française,.
La réaction du roi de France et les revendications qu'il formula contre le pape donnent une indication de sa puissance, mais aussi de sa personnalité et des méthodes qu'il était prêt à utiliser. Après le retrait de son ambassadeur de Rome, il expulsa le nonce apostolique en France, procéda à l'annexion des territoires pontificaux français d'Avignon avec le Comtat Venaissin et menaça d'envahir Rome si Alexandre VII ne s'excusait pas et ne se pliait pas à ses souhaits.

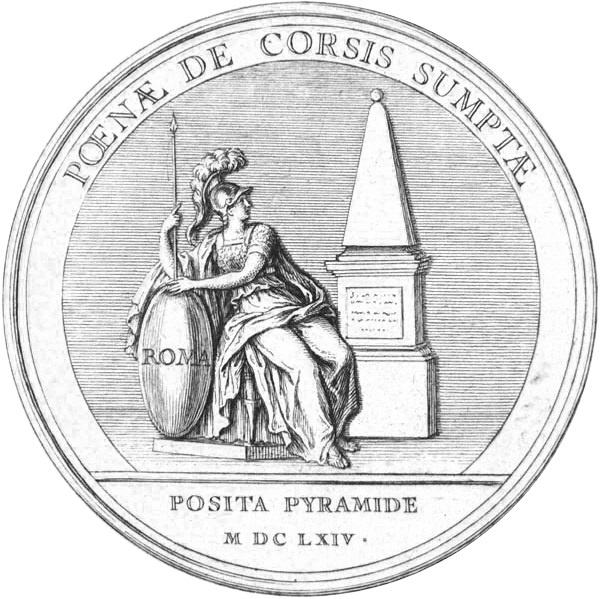
Gravure représentant une médaille frappée sous Louis XIV pour commémorer la dissolution de la Garde corse ; la « pyramide de l'infamie » est en arrière-plan.

Ceux-ci comprenaient la dissolution immédiate de la Garde corse, l'émission d'un anathème contre la Corse, la pendaison en représailles d'un certain nombre de soldats et la condamnation au service dans les galères comme rameurs pour beaucoup d'autres, la destitution du cardinal Imperiali de sa charge de gouverneur de Rome, le bannissement du commandant de la Garde corse, Mario Chigi, frère du pape, et l'érection près de la caserne de la Garde par la Santissima Trinità dei Pellegrini d'une « pyramide de l'infamie » qui maudirait à jamais les Corses qui avaient osé défier l'autorité française,.
Le pape s'opposa d'abord aux termes et tenta de tergiverser, mais la menace d'une descente de l'armée française sur Rome le persuada d'accéder à la volonté du roi. Avec l'humiliant traité de Pise signé le 12 février 1664, la Garde corse est dissoute pour toujours et quelques soldats sont pendus, la pyramide de l'infamie est érigée et Mario Chigi est exilé de Rome,. En échange, les territoires pontificaux saisis furent restitués mais, en juillet, à Fontainebleau, le cardinal-neveu et fils de Mario, Flavio Chigi, fut contraint de s'humilier et de présenter les excuses de Rome au roi de France, qui, quatre ans plus tard, autorisa la démolition du monument de l'infamie,.
Lors des négociations, Louis XIV en avait profité pour étendre son influence en Italie, se présentant comme le protecteur des principes italiens. Pour cette raison, il obligea le Pape, toujours dans le cadre des « réparations » de l'affaire de la Garde corse, à rendre Castro et Ronciglione au duc de Parme, Ranuce II Farnèse, et pour compenser François II d'Este, duc de Modène, pour ses droits[Quoi ?] sur Comacchio,.

## Tenue et équipement
La silhouette du Garde Corse est sensiblement peu différente de celle des hommes d'armes des XVIe et XVIIe siècles: arquebusier, portant le casque dit morion et le corselet de métal les jours de grand gala. Pour le service habituel un chapeau de feutre et un justaucorps de drap bleu doublé de serge rouge. Durant l'incident du 20 août 1662, les hommes en service n'étaient pas vêtus de façon uniforme.
La seule image est de 1656 et montre un soldat portant le morion avec le corselet de métal. L'officier porte également un casque et un corselet de métal. Il porte l'épée, et tient une canne, marque de commandement. En 1662, les gardes sont armés de l'épée et de l'arquebuse. Pour les sergents et les caporaux, une hallebarde.

## Autres gardes corses
Les journalistes et les politiques désignent sous le nom de garde corse les gardes du corps venus du milieu insulaire dont s'entourent certains personnes en vue. Ainsi :
Joseph Caillaux lors du procès de son épouse.
Jean Chiappe et sa famille, après sa révocation.
De façon plaisante on désigna sous ce terme les amis corses de Jacques Chirac durant son mandat à la Mairie de Paris.